# Theravada
Theravāda (en sánscrito: Sthaviravāda ‘doctrina de los ancianos’) es una de las escuelas nikaya que formaron el budismo temprano en la India y que conservó las enseñanzas de Buda en el Canon Pāli. El Canon Pāli es el único canon budista completo que sobrevive en una lengua indoaria (pāli) que sirve como lenguaje sagrado y lengua franca del Theravāda. Otra característica de la escuela theravāda es su tendencia a ser muy conservadora con respecto a la doctrina (dharma) y disciplina monástica (vinaya). Como una escuela distinta del budismo temprano, el budismo Theravāda se desarrolló en Sri Lanka y posteriormente se extendió al resto del sudeste asiático.
El budismo theravāda es hoy la religión predominante en algunos países del sudeste asiático, como Camboya, Laos, Birmania, Tailandia y también en Sri Lanka. Además, la diáspora de todos estos grupos, así como los conversos de todo el mundo, practican el budismo Theravāda. Las expresiones contemporáneas incluyen el modernismo budista, el movimiento moderno Vipassana y la Tradición tailandesa del bosque.
La literatura sagrada budista theravāda fue la primera conocida en occidente mediante traducciones hechas en el siglo XIX, estando actualmente completada al idioma inglés y en curso de serlo en otros idiomas.

## Doctrina
El theravāda promueve el concepto de vibhajyavāda (‘enseñanza del análisis’). Esta doctrina sostiene que la introspección clara debe ser el resultado de la experiencia individual, investigación crítica y razonamiento, opuesto a la fe ciega. Sin embargo, las escrituras tradicionales también enfatizan el seguir los consejos de los sabios, porque ellos y la evaluación de las propias experiencias deben ser los instrumentos para juzgar las prácticas. El objetivo theravāda es la liberación (o libertad) del dukkha (sufrimiento), según las cuatro nobles verdades, lo que se consigue al alcanzar el nirvana, que también completa el continuo ciclo de nacimiento y muerte. El theravāda enseña que el nirvana se alcanza antes siendo un noble discípulo de Buda: un arahant.
El núcleo de la doctrina Theravāda está contenido en los Nikayas del Canon Pali, la única colección completa de textos budistas tempranos que sobreviven en una lengua Indoaria media o Prácrito, llamado Pali. Estas ideas son compartidas por otras escuelas budistas tempranas, así como por las tradiciones de Mahayana. Incluyen conceptos budistas tempranos centrales tales como:
- Camino medio
- Las Cuatro nobles verdades
- Noble camino óctuple
- Las tres características de la existencia (Transitoriedad, Dukkha, Insustancialidad de un yo)
- Cinco agregados
- Surgimiento condicionado
- Karma y renacimiento
- Jhana
- Las Bodhipakkhiyādhammā (cualidades que conducen a la iluminación)
- Klesas (aflicciones de la mente)
- Avidyā (Ignorancia)
- Nirvana

### Meditación

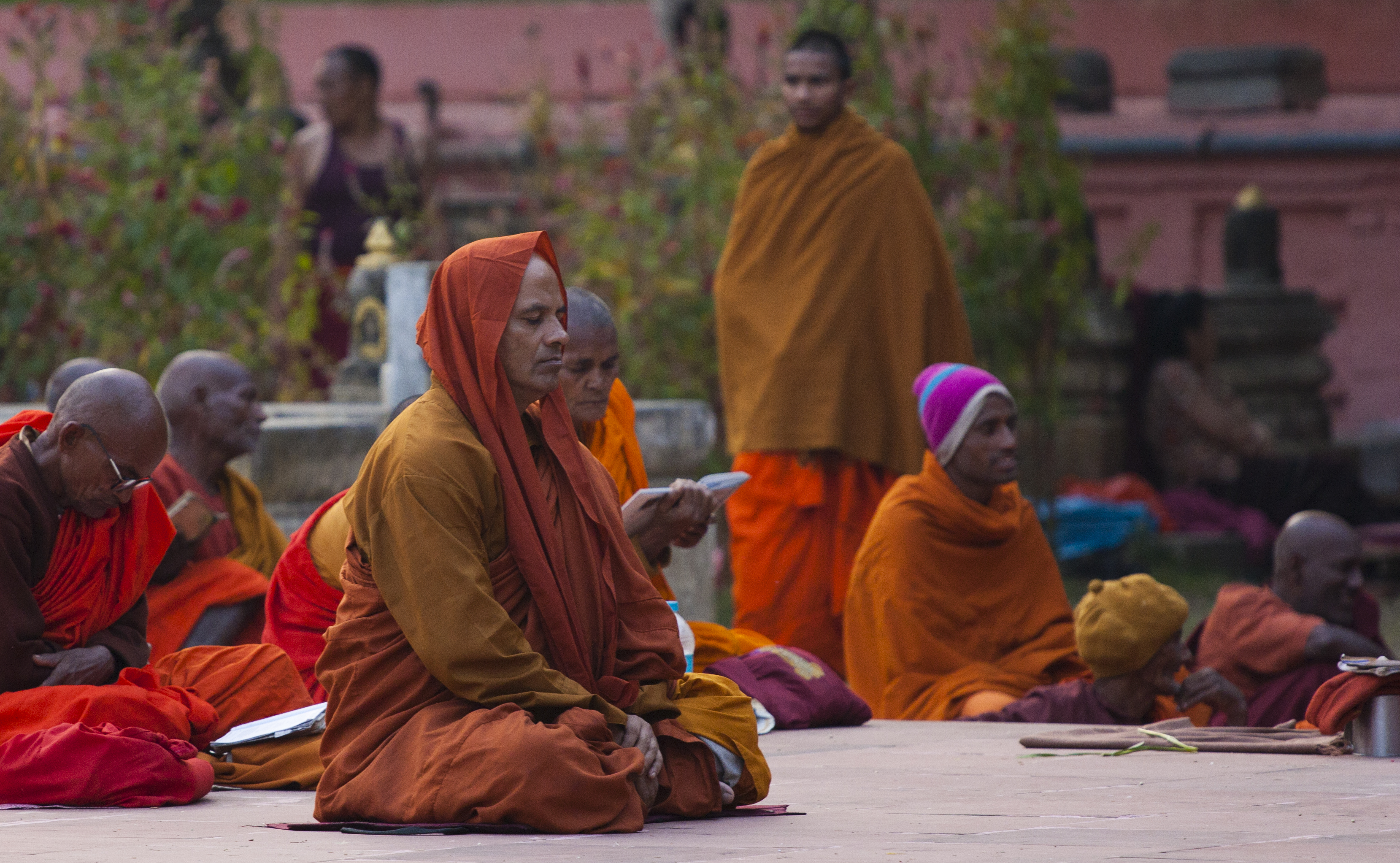
Monjes theravāda meditando en Bodh Gaya (Bihar, India).

### Otras prácticas

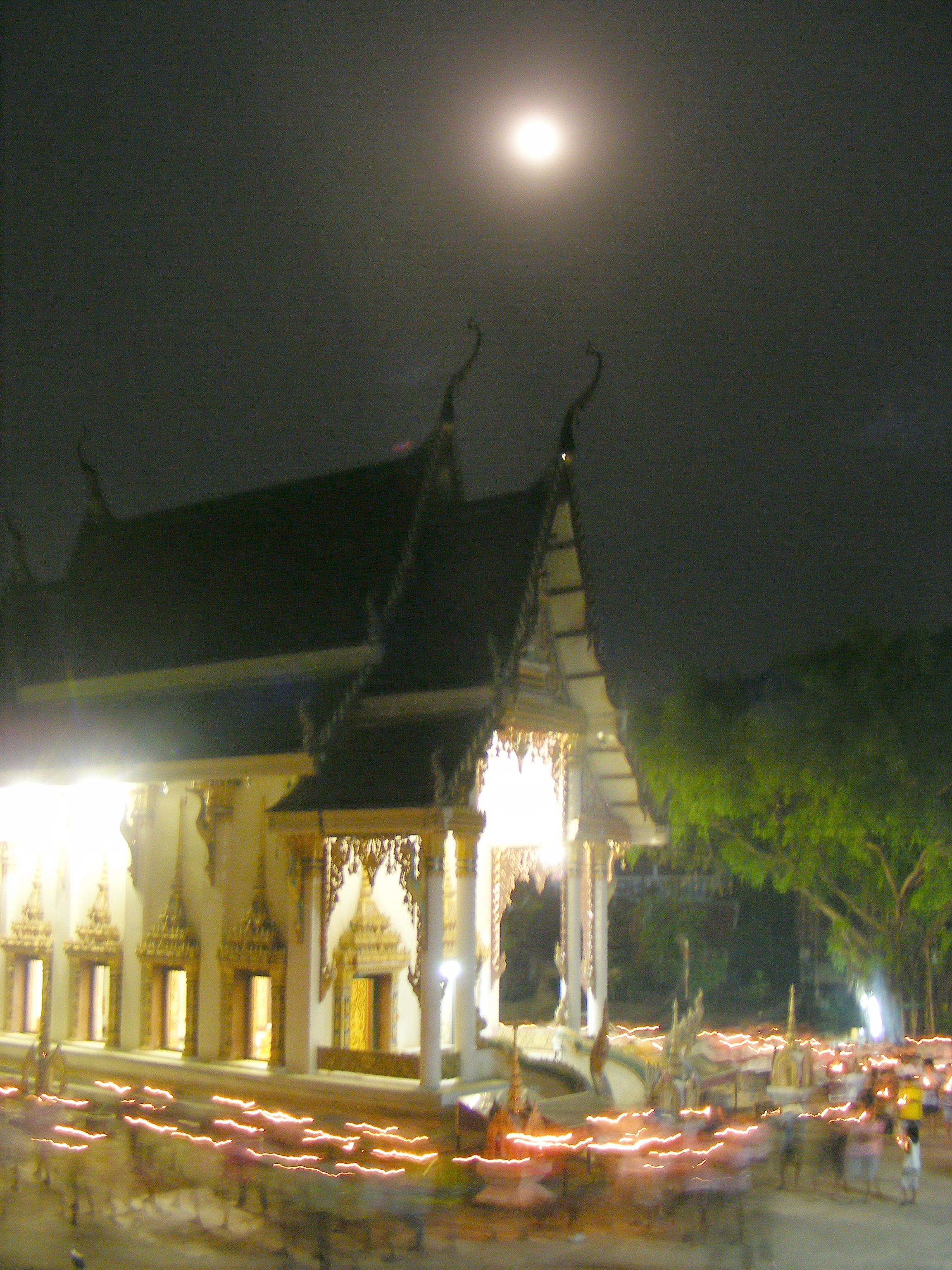
La circunambulación alrededor de un templo o una estupa es también una práctica devocional común.